# Estación de Dauphin
Dauphin se encuentra en Dauphin, Manitoba, Canadá. La estación cuenta con el tren Winnipeg-Churchill de Via Rail.
La estación fue construida en 1912 por la Canadian Northern Railway según un diseño del arquitecto John Schofield. La estación fue designada Estación de Ferrocarril Patrimonio de Canadá en 1990. La estación fue designada como sitio histórico de Manitoba el 27 de enero de 1998 y está marcada con una placa conmemorativa del Manitoba Heritage Council.

## Museo
La estación alberga el Museo del Ferrocarril Dauphin, que presenta artefactos ferroviarios y exhibiciones sobre el servicio ferroviario en la región, el Canadian Northern Railway y más tarde la Canadian National Railway. Las exhibiciones incluyen un furgón de cola, una casa circular y una plataforma giratoria, lámparas, herramientas, fotografías, un automóvil (jigger), un modelo de ferrocarril a escala HO y una exhibición geográfica de la era del vapor/diésel (1954-1965).